# Lelona Daweti
Lelona Daweti, née le 8 septembre 1999 à Crossroads en Afrique du Sud, est une footballeuse internationale sud-africaine évoluant au poste d'attaquante aux Mamelodi Sundowns.

## Biographie
Elle remporte le championnat d'Afrique du Sud en 2020. Avec les Mamelodi Sundowns, elle participe à la première édition de la Ligue des champions féminine africaine en 2021. Elle réalise un bon tournoi et les Sud-Africaines remportent le titre. En 2022, elle marque un doublé lors du premier match de Ligue des champions pour offrir la victoire aux Sundowns face aux Bayelsa Queens (2-1). Les Sud-Africaines atteignent la finale mais s'y font balayer 4-0 par l'AS FAR. Elle participe cependant à un nouveau sacre national des Mamelodi Sundowns.

## Palmarès
Mamelodi Sundowns
- Ligue des champions de la CAF (1) :
  - Vainqueur : 2021
  - Finaliste : 2022
- Championnat d'Afrique du Sud (3)
  - Champion : 2020, 2021, 2022